# Ognjanci
Ognjanci (makedonska: Огњанци) är en ort i Nordmakedonien. Den ligger i den centrala delen av landet, 15 km sydost om huvudstaden Skopje. Ognjanci ligger 222 meter över havet och antalet invånare är 1 145.